# Lucanus fossilis
Lucanus fossilis là một loài bọ cánh cứng trong họ Lucanidae. Loài này được Wickham mô tả khoa học năm 1913.